# Attheyella orinocoensis
Attheyella orinocoensis is een eenoogkreeftjessoort uit de familie van de Canthocamptidae. De wetenschappelijke naam van de soort is voor het eerst geldig gepubliceerd in 1984 door Dussart.